# Ernesto de Mansfeld
El conde Ernesto de Mansfeld (c. 1580-29 de noviembre de 1626) fue un comandante militar alemán durante los comienzos de la Guerra de los Treinta Años.

## Biografía
Mansfeld era hijo ilegítimo del conde Pedro Ernesto de Mansfeld, y pasó sus primeros años en el palacio de su padre en Luxemburgo.
Ganó sus primeras experiencias militares en Hungría, donde su medio hermano Carlos (1543-1595), también soldado de renombre, formaba parte del alto mando del ejército imperial. Más tarde sirvió al archiduque Leopoldo, hasta que la ingratitud del príncipe, real o imaginaria, lo llevó a los brazos de los enemigos de la Casa de Habsburgo. A pesar de ser católico, se alió con los príncipes protestantes, y durante la primera parte de la Guerra de los Treinta Años sería uno de sus principales defensores.
Enviado por Carlos Manuel, duque de Saboya, a la cabeza de 2.000 hombres para apoyar la revuelta bohemia, que estalló en 1618; tomó Pilsen, pero en el verano de 1619 fue derrotado en la batalla de Sablat. Después ofreció sus servicios al emperador Fernando II y permaneció inactivo mientras el rey titular de Bohemia, Federico V del Palatinado, era expulsado de Praga. Ernesto, sin embargo, fue pronto llamado por Federico para mandar su ejército en Bohemia, y en 1621 se situó en el Alto Palatinado, donde resistió con éxito los esfuerzos de Tilly de sacarlo de allí.
Desde el Alto Palatinado pasó al Palatinado Renano, donde liberó Frankenthal y tomó Haguenau. Acompañado por su jefe, el elector Federico, venció a Tilly en la batalla de Mingolsheim (25 de abril de 1622) y saqueó Alsacia y Hesse. Pero los estragos de Mansfeld no se limitaban a las tierras de sus enemigos, también dejaba en ruinas las regiones que se le encargaba defender.
Finalmente Federico se vio obligado a despedir a las tropas de Ernesto de su servicio. Este entonces se unió con su ejército al conde Cristián de Brunswick a través de Lorena, devastando el país a su paso hasta que en agosto de 1622 ambos fueron derrotados por los españoles en Fleurus. Enseguida entró al servicio de las Provincias Unidas y estableció sus cuarteles en la Frisia oriental, conquistando fortalezas y causando grandes dificultades a los habitantes. Como mercenario y líder de mercenarios, Mansfeld interrumpía a menudo sus campañas por viajes realizados para conseguir dinero, o dicho de otro modo, para vender sus servicios a un postor mejor, asunto en el que mostró gran habilidad diplomática.
Sobre 1624 hizo tres visitas a Londres, donde fue aclamado como un héroe por el pueblo, y al menos una a París. Jacobo I, que era suegro del elector palatino Federico V, estaba ansioso por aportar hombres y dinero para la recuperación del Palatinado, pero no fue hasta enero de 1625 cuando Ernesto y su ejército de "toscos y pobres bribones" zarpó de Dover hacia los Países Bajos. A finales de año, la Guerra de los Treinta Años se había reiniciado bajo la égida de Cristián IV de Dinamarca, y Mansfeld volvió a Alemania para participar en ella. Pero el 25 de abril de 1626, Wallenstein le infligió una severa derrota en el puente de Dessau. Ernesto, sin embargo, levantó rápidamente otro ejército, con el que pretendía atacar las tierras hereditarias de la Casa de Austria, así que, perseguido por Wallenstein, avanzó hacia Hungría, en la que esperaba recibir ayuda de Gabriel Bethlen, príncipe de Transilvania. Pero cuando Gabriel cambió su política e hizo las paces con el emperador, Mansfeld tuvo que disolver sus tropas. Se dirigió a Venecia, pero al llegar a Rakowitza, cerca de Sarajevo (Bosnia), cayó enfermo y murió allí el 29 de noviembre de 1626. Fue enterrado en Split.